# Calle de las Pozas
La calle de las Pozas de Madrid es una estrecha vía urbana del distrito de Universidad (015), que asciende en dirección sur-norte desde la calle del Pez hasta la calle de Espíritu Santo, paralela a la Carrera de San Bernardo. El nombre procede de la existencia de «cinco pozas» que hubo en el huerto del cura de Colmenar, Diego Enríquez.

## Historia
Modesta calle de 154 metros de longitud por seis de anchura, aparece con este nombre en los planos de Pedro Teixeira (1656) y de Espinosa (1769). Répide y Fernández de los Ríos la ordenan en el antiguo barrio de Daoiz, y aventuran el origen de su nombre relacionándolo con los pozos que, ya antes de que Felipe II se instalase en Madrid, el párroco de Colmenar («eclesiástico de notable cuna») tenía en la vecina calle del Pez, según recoge Mesonero Romanos en su guía El antiguo Madrid. Paseos histórico-anecdóticos por las calles y casas de esta villa (1ª edición 1861).
Entre sus ilustres vecinos cabe recordar al ateneísta e institucionista Enrique Serrano Fatigati, que tuvo vivienda en el número 17.

### Servicios sociales y cultura
En el número 14 se encuentra el local de asistencia de la Cruz Roja en Madrid (‘Espacio Pozas 14’), y centro cultural del barrio.

## Travesía de las Pozas

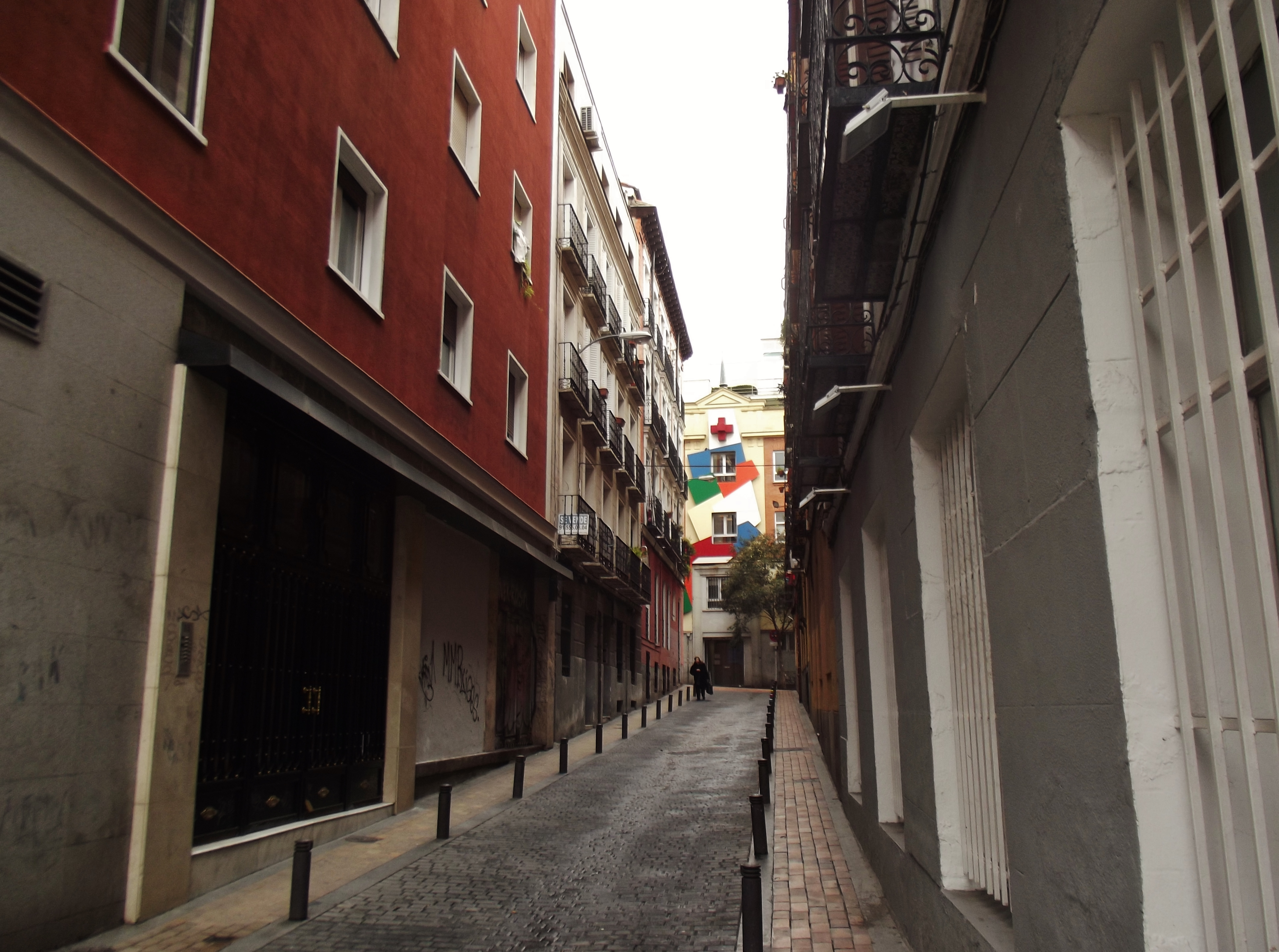
La travesía de Pozas (en 2017)

A pesar de la brevedad de la calle, tiene aneja una travesía del mismo nombre, que la comunica con la calle Ancha de San Bernardo. Esta breve vía se llamó antes de la Concepción (así está rotulada en el plano de Espinosa), por un retablo que al parecer había en su breve trayecto (apenas 60 metros).

## En la literatura
La escritora Rosa Chacel le dedica algún pasaje en su novela Barrio de Maravillas, publicada en 1976.